# 2024년 하계 올림픽 지부티 선수단
지부티는 2024년 7월 26일부터 8월 11일까지 파리에서 열리는 2024년 하계 올림픽에 출전했다. 이는 하계 올림픽에 출전하는 국가의 10번째 출전이 된다. 지부티는 2004년 아테네 하계 올림픽에 선수를 출전시키지 않았다.

## 출전 선수
| 종목 | 남자 | 여자 | 전체 |
| ---- | ---- | ---- | ---- |
| 육상 | 3    | 1    | 4    |
| 유도 | 1    | 0    | 1    |
| 수영 | 1    | 1    | 2    |
| 전체 | 5    | 2    | 7    |

## 매달 집계
| 종목 | 1 | 2 | 3 | 합계 |
| 종목 | ' | ' | ' | '    |
| 종목 | ' | ' | ' | '    |
| 종목 | ' | ' | ' | '    |
| 합계 | ' | ' | ' | '    |

## 같이 보기
- 2024년 하계 올림픽